# Belső-Ausztria
Belső-Ausztria (németül: Innerösterreich) történelmi tájnév és közigazgatási egység, amely az Osztrák Hercegség tartományai közül Stájerországot, Karintiát, Krajnát (más néven Karniolát) és az Osztrák Tengermelléket (Küstenlandot) foglalta magában. Tájnévként a 15. század közepén jelent meg, s a korabeli tájszemléletben Alsó-Ausztria és Elő-Ausztria (más néven Felső-Ausztria) mellett az osztrák felségterület délkeleti, harmadik nagy területét jelölte. Mint közigazgatási egység 1379 és 1457, majd 1564 és 1619 között állt fenn. 
A Habsburg-ház tagjai között az ausztriai tartományokat felosztó 1379-es neubergi egyezmény szellemében III. Lipót herceg ága kapta Tirol és Elő-Ausztria mellett a Belső-Ausztria gyűjtőnévvel jelölt tartományokat. 1402-ben a Habsburg-birtokok tovább osztódtak, s Belső-Ausztria II. Ernő herceg birtokába került, aki tartománya székhelyéül Grazot jelölte ki. Fia, aki később III. Frigyes néven német-római császárrá lett, 1457-ben korán elhunyt unokaöccsétől megörökölte Alsó-Ausztriát, így birtokai egyesítésével Belső-Ausztria mint politikai kategória megszűnt. 
Egy évszázaddal később I. Ferdinánd főherceg harmadik fia, II. („Stájer”) Károly osztrák főherceg 1564-től a belső-ausztriai tartományok uralkodója lett, udvartartását Grazban rendezte be. Miután az ő fia, II. Ferdinánd néven 1619-ben német-római császár lett, Belső-Ausztria a korona része lett, és mint különálló közigazgatási egység végleg megszűnt. (Ennek ellenére magát a fogalmat még a 19. században is gyakran használták, e tartományok csoportjának megjelölésére).

## kapcsolódó szócikkek
- Elő-Ausztria
- Osztrák Hercegség